# جيري لوسينا
جيري لوسينا (بالدنماركية: Jerry Lucena)‏ (11 أغسطس 1980 بإيسبيرغ في الدنمارك - ) هو لاعب كرة قدم دانمركي في مركز الظهير. شارك مع منتخب الدنمارك تحت 21 سنة لكرة القدم وDenmark League XI ‏ ومنتخب الفلبين لكرة القدم. أما مع النوادي، فقد لعب مع آرهوس جمناستيك فورينينغ ونادي إيسبيرغ.

## مسيرته الكروية
لعب جيري لوسينا خلال مسيرته الاحترافية مع ناديين في ثمانية عشر موسمًا وسجل خلالها 13 هدفًا ضمن 383 مباراة. حيث فاز في موسم واحد بالكأس ولم يفز بأي دوري.
خاض جيري لوسينا مسيرته مع نادي إيسبيرغ في موسم 1998–99 في المرة الأولى ليلعب معه تسعة مواسم ثم في موسم 2012–13 ليلعب معه أربعة مواسم، مشاركًا طوالها في 243 مباراة سجل خلالها 11 هدفًا. ثم انتقل إلى نادي آرهوس جمناستيك فورينينغ في موسم 2007–08 ليلعب معه خمسة مواسم، حيث شارك في 140 مباراة سجل خلالها هدفين.

## وصلات خارجية
- جيري لوسينا على موقع الاتحاد الأوربي (الإنجليزية)
- جيري لوسينا على موقع قاعدة بيانات كرة القدم.إي يو (الإنجليزية)
- جيري لوسينا على موقع ناشيونال فوتبول تيمز (الإنجليزية)
- جيري لوسينا على موقع Soccerbase.com (لاعب) (الإنجليزية)
- جيري لوسينا على موقع Soccerway.com (الإنجليزية)
- جيري لوسينا على موقع عالم كرة القدم.نت (الإنجليزية)
- جيري لوسينا على موقع AS.com (الإسبانية)